# Flying Tiger Line
Flying Tiger Line, conosciuta anche come Flying Tigers, era una compagnia aerea cargo statunitense che operò dal 1945 al 1989 quando venne poi acquisita da FedEx Express. È stata la prima compagnia aerea cargo che ha contrattato con gli Stati Uniti d'America per il trasporto di merci e militari durante la guerra fredda (i militari venivano trasferiti attraverso il leasing di aeromobili).

## Ex codici internazionali
- IATA Codice: FT
- ICAO Codice: FTL
- Callsign: Tiger

## Storia
La compagnia aerea è stata chiamata così in onore della Flying Tigers unità combattente della seconda guerra mondiale, ufficialmente il 1º Gruppo volontari americano.
Dieci ex piloti formarono Flying Tiger Line (originariamente chiamato National Skyway Freight) dopo il ritorno negli Stati Uniti nel 1945, con una piccola flotta di Budd C-93 Conestoga cargo acquistati dal U.S. Navy che ne aveva in eccedenza dopo la fine della guerra.
Nei primi quattro anni, Flying Tiger Line trasportò merci su contratto.
Flying Tiger Line si aggiudicò il primo aereo commerciale cargo negli Stati Uniti, che operava una rotta transcontinentale da Los Angeles e San Francisco, in California a Boston nel Massachusetts. Poco tempo dopo, la società ha iniziato il noleggio degli aerei passeggeri per viaggi di gruppo con i suoi Lockheed Constellation, Douglas DC-4 e DC-6 comprendeva la più grande flotta di charter trans-atlantici nel 1950.
Durante la guerra di Corea, gli aerei Flying Tiger sono stati noleggiati per il trasporto di truppe e delle forniture da parte degli Stati Uniti in Asia; Flying Tigers successivamente ricevette uno slot unico per la rotta cargo in Giappone, Cina e Sud-est asiatico. La compagnia aerea ha anche svolto un ruolo di primo piano nella costruzione del Distant Early Warning Line, con il trasporto delle attrezzature per gli avamposti nel nord del Canada e Alaska.
Flying Tiger Line ha adottato il Canadair CL-44 a coda apribile nel 1961, diventando uno dei primi operatori al mondo ad offrire il servizio di navigazione aerea attraverso pallet. Nel 1965, Flying Tiger Line ha iniziato la propria attività con aeromobili a reazione il 27 settembre, quando fu consegnato il primo (N322F) di quattro Boeing 707. I Boeing 707 furono mantenuti in servizio fino a quando, il 26 giugno 1968, fu consegnato il primo dei diciotto Douglas DC-8 63F (N779FT). Nel 1974, la compagnia aerea ha ricevuto la consegna del suo primo Boeing 747.
Alla metà degli anni ottanta, Flying Tigers operava servizio cargo nei sei continenti. Aveva superato anche la Pan American World Airways come più grande vettore cargo del mondo. Acquisì anche la sua compagnia cargo rivale la Seabord World Airlines il 1º ottobre 1980.
Ha inoltre gestito il contratto di servizi militari, operato in particolare con Douglas DC-8 rotte tra Travis Air Force Base, in California, seguiti da Boeing 747 in servizio passeggeri settimanalmente tra Clark Air Base nelle Filippine, e St. Louis nel Missouri, attraverso il Giappone, Alaska, e Los Angeles nel corso degli anni 1980.
Federal Express ha acquistato Flying Tigers nel dicembre 1988. Il 7 agosto 1989 Federal Express ne fuse tutte le sue operazioni.

## Flotta
Al momento della sua vendita nel 1988 la flotta della compagnia era costituita da:
- 8 Boeing 747-100
- 13 Boeing 747-200
- 19 Boeing 727-100
- 6 Douglas DC-8-73

## Trasporti speciali
Nel corso degli anni, Flying Tigers ha trasportato un certo numero di carichi speciali, tra cui la famosa orca Shamu, l'innumerevoli equipaggiamenti della Rock band Queen durante i loro maggiori tour intorno al mondo, e la fiaccola della Statua della libertà.

## Incidenti
- 16 marzo 1962 - Il volo Flying Tiger Line 739 era un Lockheed L-1049H Super Constellation noleggiato da parte dell'esercito degli Stati Uniti. Il 15 marzo 1962 scomparve nel Pacifico occidentale. Stava trasportando 96 soldati USA verso il Vietnam del Sud. Tutte le 107 persone a bordo morirono. Nessuna causa fu identificata. (La data può essere identificata anche nel 16 marzo a causa della rotta che nel momento dell'incidente poteva essere sul cambiamento di data dovuto al fuso orario).
- 24 dicembre 1966 - Un Canadair CL-44 (marche N228SW) si schiantò poco prima della pista dell'aeroporto di Da Nang, in Vietnam, provocando la morte di tutti e quattro i membri dell'equipaggio e 125 persone a terra.[2]